# Kyrie
Pour l’article homonyme, voir Kyrie (chanson).
Le Kyrie, dont le nom vient du grec ancien Κύριε ἐλέησον / Kyrie eléēson ; en grec moderne : Κύριε ελέησον / Kýrie eléison, est une prière liturgique des Églises catholique, orthodoxe et luthérienne.
Dans la liturgie de l'Église romaine, il s'agit de l'une des prières liturgiques les plus importantes, selon l'ordinaire de la messe, exécuté entre l'introït et le Gloria in excelsis Deo. Son exécution est autorisée, quel que soit l'exécutant : assemblée (fidèles), schola ou chantre.
La phrase Kyrie eleison signifie « Seigneur, prends pitié » (traduction catholique officielle depuis Vatican II) ou « Seigneur, aie pitié » (traduction orthodoxe arrêtée en français par les liturgistes russes et grecs au début du XXe siècle).

## Texte
Les paroles, le plus souvent par trois strophes, sont les suivantes dans l'Église catholique [texte grec ; translittération ; « traduction »] :
Κύριε ἐλέησον Kyrie eleison « Seigneur, prends pitié »
Χριστε ἐλέησον Christe eleison « Christ, prends pitié »
Κύριε ἐλέησον Kyrie eleison « Seigneur, prends pitié »
Les paroles, par trois ou neuf strophes ou multiples de neuf, sont les suivantes dans l'Église orthodoxe :
Κύριε ἐλέησον Kyrie eleison « Seigneur, aie pitié »
Κύριε ἐλέησον Kyrie eleison « Seigneur, aie pitié »
Κύριε ἐλέησον Kyrie eleison « Seigneur, aie pitié »

## Historique
Si ce terme se trouve fréquemment dans la Bible, le Kyrie eleison apparut pour la première fois au IVe siècle dans la liturgie en Syrie et en Palestine, en tant que réponse des fidèles aux intentions de la prière universelle donnée par un diacre,. Il s'agissait parfois, à cette époque-là à Antioche, de la formule Kyrie eleison ymas, ajoutant de nous.
L'adoption de cette réponse ou prière dans l'Église en Occident reste dans le flou. Le document le plus ancien se trouve dans le rite ambrosien dont le livre était intitulé Divinæ pacis. Dans ce livre du Ve siècle, il y a triple Kyrie eleison.
Par confusion avec le concile de Vaison (442), on attribuait parfois cette formule au pape Léon Ier († 461). En réalité, le concile de Vaison (529) mentionnait certainement « Kyrie in omnibus Missis... »,, tandis que le sacramentaire de saint Grégoire Ier précisait que le Kyrie devait être chanté après l'introït. On ne peut pas toutefois exclure le pape Gélase Ier († 496), étant donné que la règle de saint Benoît (vers 530) adoptât cette prière. Encore faut-il un document sûr. Car, après avoir examiné les matériaux, les spécialistes conclurent que la Deprecatio Gelasii, une litanie exactement à la main de ce pape, et fréquemment mentionné en faveur de ce sujet, ne précise pas ce qui concerne[Passage problématique],.
Au regard de saint Grégoire, des documents mentionnaient encore le Kyrie. Lorsqu'il réforma la liturgie romaine, il conserva exceptionnellement le Kyrie eleison en supprimant un certain nombre de chants liturgiques. Dans une lettre datée en 598, il exprimait que la prière Christe eleison en tant que supplémentaire du Kyrie ne se trouvait pas en Orient.
Dans les manuscrits les plus anciens, on écrivait fréquemment quirieleison.
Au sein du Saint-Siège, le KYRIE E LEYSON était, au Moyen Âge, chanté en alternance avec des versets latins, selon un graduel du chant vieux-romain copié en 1071. Dans ce manuscrit, on ne trouve aucun texte Christe eleison .
À la suite du concile de Trente, l'Église établit en 1570, pour la première fois dans l'histoire avec son missel romain, le texte officiel de la messe sous le pontificat du pape Pie V. Dorénavant, la manière avec Kyrie eleison, Christe eleison et Kyrie eleison était formellement fixée. La messe de Paul VI réduisit, après le concile Vatican II, les invocations à deux de chaque, sauf si la mélodie en exige un nombre différent. Si l'article 52 de la Présentation Générale du Missel Romain du Vatican confirme cette décision, il n'existe aucune interdiction pour la pratique traditionnelle.
Le Kyrie orthodoxe intervient, dans le rite byzantin, dans le cadre des litanies diaconales ou presbytérales à de nombreuses reprises le dimanche pendant la liturgie de la parole mais aussi en d'autres temps liturgiques ou non, pendant les vêpres, pendant la liturgie des présanctifiés, pendant les pannikhides, pendant les prières patronales (slava chez les Serbes ou les Monténégrins), etc.

## Sens du Kyrie

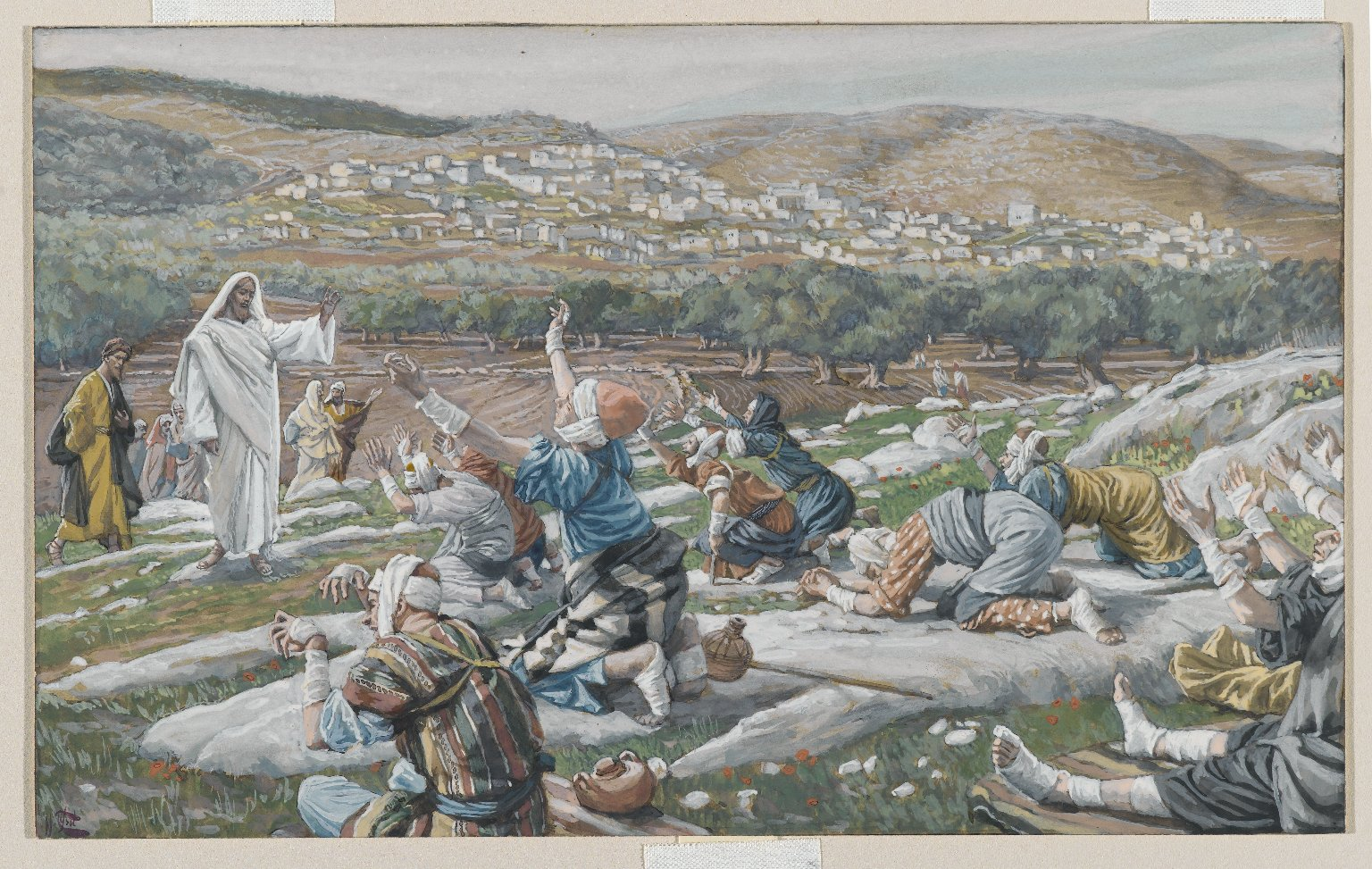
La Guérison des Dix Lépreux - James Tissot.

Le Kyrie eleison fait partie de la Préparation pénitentielle de l'Eucharistie (mot signifiant « action de grâce ») et de la Messe. C'est une prière de supplication par excellence des anawims, les pauvres de Dieu et de tous les malheureux, aveugles, lépreux, mendiants, misérables, de l'homme atteint de quelque infirmité : on la trouve dans Isaïe et dans Baruch. « C'est une formule de prière qui, dans sa brièveté, renferme l'aveu implicite de toutes nos misères, et la confiance en le Dieu tourmenté par la soif dans le désert » (Martigny). Il rappelle la repentance de David dans le psaume 51 (50), la prière du publicain dans le Temple de Dieu ou des dix lépreux (Luc 17:13) de l’Évangile, les aveugles de Jéricho (Matthieu 20:30) ou encore de la femme cananéenne (Matthieu 15:22) , etc. : Seigneur, prends pitié, ô Christ, prends pitié. C'est la prière du Peuple de Dieu, pour le Saint Sacrifice de la Messe dit « propitiatoire » par le Concile de Trente. Musicalement, les anciens Kyrie est une prière de supplication, avec accent sur le E final de Kyrie et de Christe. Aussi c'est de cette supplique du mendiant face à Dieu (eleison est la 2e personne du singulier de l'impératif aoriste du verbe ἐλεεῖν eleein « avoir pitié », d'où « venir en aide, porter secours » ; il est de la même famille que ἐλεημοσύνη eleêmosynê « pitié », d'où « aide, secours », puis « aumône ») qui fut choisie pour commencer la messe. On la retrouve aussi dans la Prière de Jésus des orthodoxes, dite continuellement. Après s'être reconnu pécheur, le chrétien purifié par le repentir et la conscience de son état de pécheur peut alors suivre l'ensemble de la Messe, de la Célébration, écouter la Parole de Dieu, et s'avancer vers Dieu et communier, car après  le Kyrie les péchés véniels des fidèles sont remis (purification du lépreux, guérison du publicain). En effet le Christ affirme que le péché n'est pas lavé par une ablution, pratiquée dans d'autres religions, mais par la prière du cœur :  Le sacrifice à Dieu, c'est un esprit brisé (Psaume 51).[réf. nécessaire]

## Kyriedans le rite gallican
Ce que le Kyrie signifiait dans le rite gallican était différent du rite romain. En effet, l'évangélisation de la Gaule fut effectuée par des prêtres grecs et non par ceux de Rome. Ce rite se caractérisait donc par plus de textes en grec sous l'influence de l'Église en Orient. D'après deux lettres découvertes en 1709 à l'abbaye Saint-Martin d'Autun, le Kyrie était successivement chanté par trois jeunes clercs ou par trois enfants de chœur. Ces chanteurs représentaient les trois peuples, c'est-à-dire Hébreux, Grecs et Latins, ainsi que les trois temps, avant la loi, sous la loi et sous la grâce, à la place de la trinité.
À la suite de l'exil du pape Étienne II en 754 vers l'abbaye de Saint-Denis, la monarchie carolingienne décida d'adopter le rite romain. En conséquence, avec un capitulaire de Charlemagne Admonitio generalis, le Kyrie gallican fut formellement supprimé en 789 et remplacé par celui du chant vieux-romain, puis par celui du chant grégorien.

## Chant grégorien

### Kyriegrégorien dans le répertoire le plus ancien

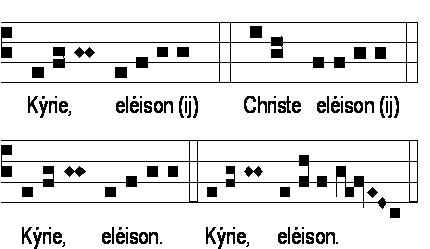
Kyrie XVI qui conserve le motif archaïque do - re - mi - mi (= sol - la - si -si) pour Kyrie et eleison.

Le Kyrie fait partie des chants ordinaires de la messe. Dans le répertoire du chant grégorien, il en existe un très grand nombre (31 dans le Kyriale 1974), d'époques et de styles très divers (voir ci-dessous). Les Kyrie les plus anciens sont les XV, XVI et XVIII du Vatican qui suggèrent l'existence d'un prototype. En effet, ces Kyrie syllabiques emploient un motif do - re - mi - mi (= sol - la - si - si ou fa - sol - la - la, car, à l'époque où le chant grégorien fut composé, le demi-ton si - do n'existait pas encore.) qui manque de demi-ton. Ce motif se trouve également dans les III, IX, X (Christe), XI et I ad libitum (adapté à toutes les célébrations) ainsi que lance les pièces II, VI, XII et VI ad libitum. De plus, ses variations aussi se trouvent dans les I, XVII, XVIIIb, dont le dernier est le Kyrie de la messe des défunts.
Simple, mais authentique, cette mélodie do - re - mi - mi, version du Kyrie XVI, est fréquemment en usage, comme réponse des fidèles lors de la prière universelle.

### Évolution

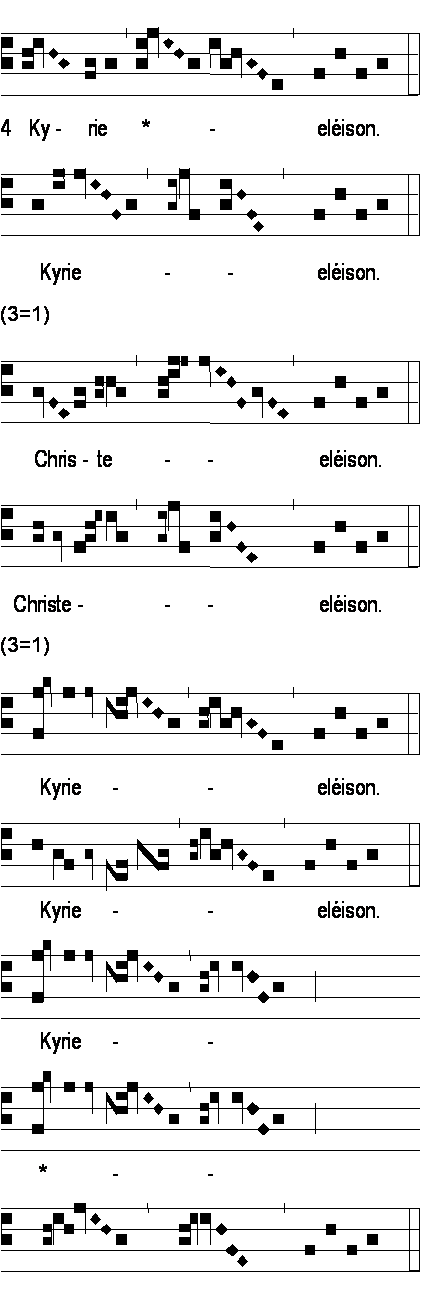
Kyrie III, en 9 parties (abacdcefe'), très développé.

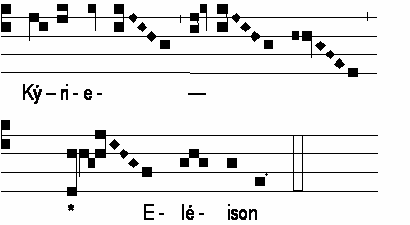
Début du Kyrie II, également possédant un long mélisme.
Par ailleurs, au contraire de cette notation, il faut que « Kyrie » (acclamation) et « eleison » (invocation) soient chantés en séparation, en respectant le sens de mots.

Alors que l'hymne suivante dans la messe Gloria se compose essentiellement des matériaux syllabique et neumatique en raison de son texte assez long, la plupart des Kyrie se développèrent, au contraire, en deux manières. D'une part, il s'agit des développements mélismatiques, normalement la syllabe e de Kyrie et de Christe, telle la dernière syllabe de l'alléluia. Mais parfois, la syllabe e d'eleison aussi était soutenue, par exemple pour les Kyrie IV, V ainsi que XIb (au-dessous). Il s'agit cependant du caractère du chant vieux-romain.
D'autre part, sa structure aussi fut développée. Si la forme essentielle est A - B - A selon le texte, il existe des Kyrie possédant une troisième partie, A - B - C, tel le IV. Les compositeurs préféraient parfois la forme plus structurée, à savoir en neuf parties. Ainsi, le Kyrie Ib et sa variante V ad libitum possèdent une structure aba - cbc - dcd. Mais au maximum, ils  développèrent leurs mélodies comme aba - cdc - efe' avec la dernière partie la plus ornée (notation du III à droite). Ce Kyrie III répète cependant 9 fois de eleison simple. Cela exprime effectivement la caractéristique de ce chant liturgique : neuf acclamations adressées à la trinité (donc très ornées) suivies de l'invocation eleison. C'est la même raison pour laquelle, dans le jubilus, était développée la dernière syllabe de l'alléluia qui n'est autre que le diminutif d'Yahvé.
D'ailleurs, la composition du Kyrie VI est plus étonnante. En effet, le VI ajoutait une deuxième mélodie d'eleison (indiquée désormais comme e2). Donc, son architecture se compose de : Ae1 Be1 Ae1 - Ce1 De1 Ce1 - Ee2 Fe1 Ee2Ee2Fe1. Il s'agit cependant  d'une œuvre du Xe siècle.
Normalement, en tant que conclusion, le dernier verset est effectivement développé, même dans la version primitive tel le XVI. Mais il faut rappeler que le chant grégorien est essentiellement une musique en prose, et non versifiée. Même pour le mélisme sans support de texte, sa composition était effectuée cette grammaire musicale, évitant le refrain.

### Voyelles successivese e
Par ailleurs, il ne faut pas fusionner la dernière syllabe e de Kyrie avec la première de eleison. Comme le chant grégorien est une liturgie chantée dans laquelle le texte sacré est le premier et la musique secondaire, cette pratique doit être supprimée. De fait, dans les manuscrits en neume sangallien, les plus corrects du chant grégorien, les notateurs employaient les neumes particuliers, lorsque deux voyelles identiques se succèdent, de sorte que les exécutants puissent prononcer correctement et respectivement ces voyelles. De plus, parfois ils adoptaient le neume liquescence, pour indiquer l'acclamation (en fonction de la virgule de nos jours) : Sion (,) noli timere (un neume liquescence pour la syllabe on). Aussi faut-il exécuter en respectant le sens : « Kyrie ! » « , » « eleison ». Il s'agit exactement de ceux que les moines carolingiens pratiquaient, à la différence de la musique contemporaine.
Donc, la notation du Kyrie II, présentée à droite, ne respecte pas la nature du chant grégorien. La dernière note de Kyrie doit être celle de détente, moins importante, mais préparant l'élan suivant eleison. En résumé, le chant grégorien n'est autre qu'une lecture de la Bible de bonne qualité, chantée.
D'ailleurs, les neumes du chant vieux-romain, copié en 1071, aussi distinguent l'élan de Kyrie de celui d'eleison. Mais, plus précisément, il faut remarquer que ses chants se composent en trois neumes : KYRIE, E (développé) et LEYSON. Donc, le type de Kyrie vieux-romain est proche du Kyrie XI, au-dessous [manuscrit en ligne (folios 116r - 120v)].

### Liste deKyriegrégoriens
Les dénomination et attribution furent effectuées sous le pontificat de saint Pie X († 1914) :
- Kyrie I Lux et origo : Xe siècle, temps pascal
- Ia Te Christe rex supplices : Xe siècle, pour les dimanches
- Ib Conditor Kyrie omnium : Xe siècle, fêtes ou commémorations
- II fons bonitatis : Xe siècle
- III Deus sempiterne : XIe siècle
- IIIa rector cosmi pie : XIe siècle
- IV Cunctipotens genitor Deus : Xe siècle, fêtes des Apôtres
- V magnæ Deus potentiæ : XIIIe siècle
- VI rex genitor : Xe siècle
- VII rex splendens : Xe siècle
- VIII De angelis : XVe ou XVIe siècle
- IX Cum jubilo : XIIe siècle, solennités ainsi que fêtes mariales
- X Alme Pater : XIe siècle, messes mariales
- XIa Orbis factor : Xe siècle, temps ordinaire

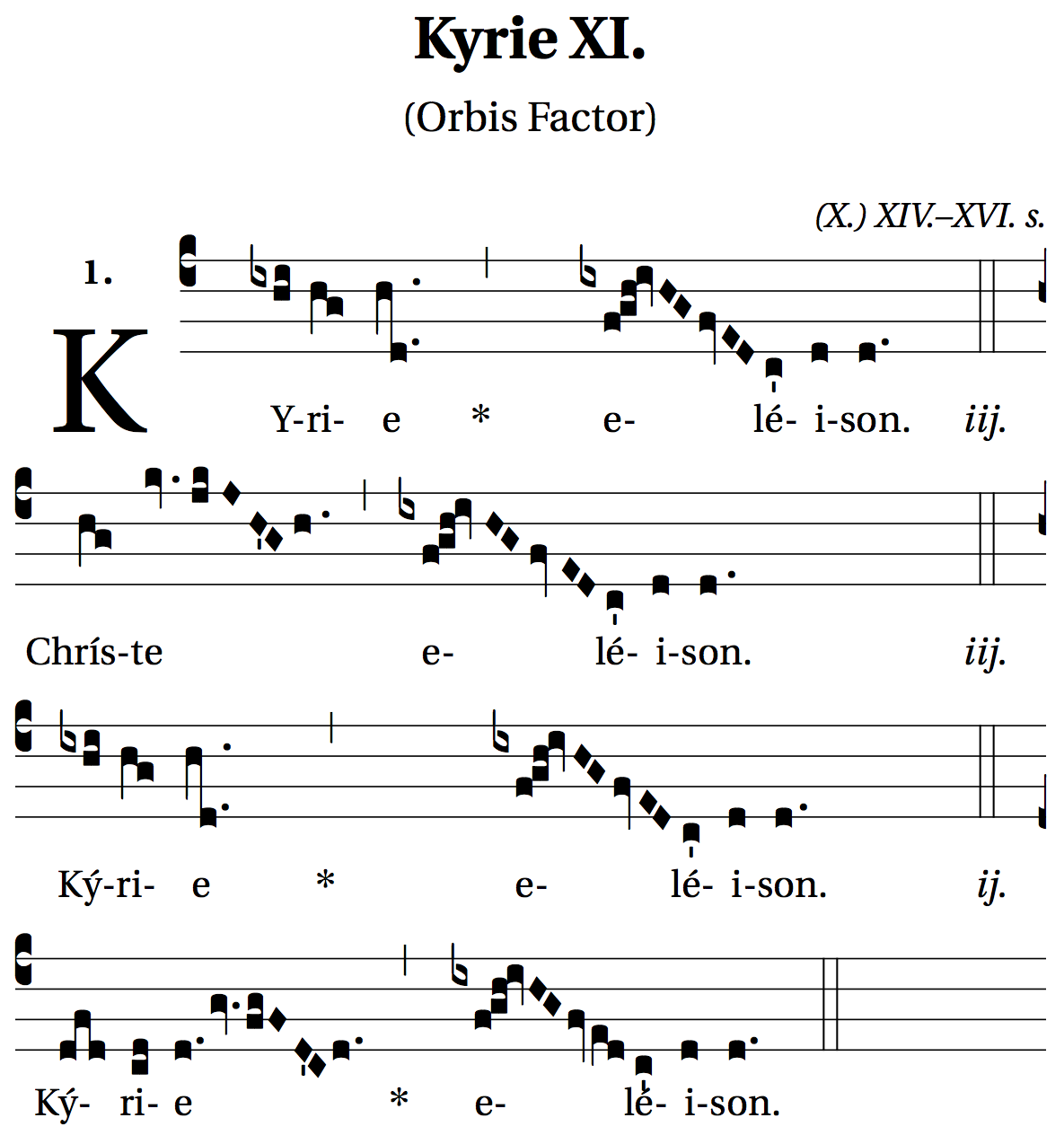
Kyrie XIb.

- XIb Orbis factor : variante entre XIVe et XVIe siècles, temps ordinaire
- XII Pater cuncta : XIIe siècle
- XIII Stelliferi conditor orbis : XIe siècle
- XIV Jesu redemptor : Xe siècle
- XV Dominator Deus : entre XIe et XIIIe siècles
- XVI sans titre : entre XIe et XIIIe siècles[15], fêtes de l'année
- XVIIa salve : Xe siècle
- XVIIb sans titre : Xe siècle ou entre XVe et XVIIe siècles
- XVIIc sans titre : XIVe siècle, Avent et Quadragésime
- XVIIIa Deus genitor alme : Xe siècle, Avent et Quadragésime
- XVIIIb sans titre : Xe siècle[15], messe des défunts
- I ad libitum (adaptable à tous les dimanches et fêtes) Clemens rector : Xe siècle
- II ad libitum Summe Deus : Xe siècle
- III ad libitum : variante de IIIa
- IV ad libitum altissime : XIe siècle
- V ad libitum : variante de Ib
- VI ad libitum : variante de Ia
- VII ad libitum Splendor æterne : ?
- VIII ad libitum Firmator sancte : XIIIe siècle
- IX ad libitum O Pater excelse : XIe siècle
- X ad libitum : variante de XIa
- XI ad libitum : variante de XVIIa

Si parfois l'origine de leurs compositions fut géographiquement identifiée, il s'agit souvent des mélodies issues de la liturgie locale : issues d'Aquitaine (I, III ad libitum), de l'est de la France (XII), de Normandie (VIII), d'Angleterre (VII), de Suisse et d'Allemagne (V, VIII ad libitum). D'ailleurs, la tradition attribuait l'auteur du Kyrie VII à Dunstan de Cantorbéry. Cependant, personne ne réussit à trouver un justificatif définitif au regard cette attribution.

## Après la Renaissance

### Alternance avec l'orgue
À la suite du concile de Trente, l'Église fit sortir en 1570 son premier missel romain dans lequel le répertoire de Kyrie fut officiellement fixé. Puis, le premier cérémonial, dit cérémonial de Clément VIII, publié en 1600, modifia la manière de l'exécution de Kyrie, lors de la célébration solennelle. En effet, afin de lutter contre le calvinisme qui exclut toutes les formes de musique dans la célébration, l'Église admettait désormais l'alternance entre l'orgue et le chœur de sorte que soit plus riche la musicalité de la liturgie catholique. Le Kyrie, texte répété, était idéal pour cette façon :  

### Plain-chant musical
La composition du Kyrie en tant que chant liturgique se continuait encore. Notamment, la publication du plain-chant musical connut un grand succès, sous le règne de Louis XIV en France. Ce chant était toutefois loin d'être artistique, en raison des notes égales. Quoique la note ♦ indiquât la durée réduite, précisément ½, les musicologues de nos jours n'apprécient guère ses rythme et mélodie trop simples. Si leur Kyrie imitant le chant grégorien, surtout celui d'Henry Du Mont, fut accueilli, c'était grâce aux mode majeur et mode mineur, plus agréables à l'oreille de l'époque (exemple).

## Variété duKyrie
D'après sa longue histoire et notamment avec sa fonction importante dans la messe, le Kyrie possède un grand nombre de chefs-d'œuvre dans plusieurs catégories musicales.

### Chant monodique
Avant Charlemagne, chaque région gardait son propre rite y compris son propre Kyrie. Ainsi, en Gaule, on chantait le Kyrie gallican une fois que le concile de Vaison (529) ordonna que le Kyrie soit chanté dans la liturgie, avec son article 3. Ces versions locales furent de plus en plus remplacées par le chant grégorien, plus liturgique, plus théologique, plus artistique. Les mélodies de la plupart de ces Kyrie monodiques ne sont plus disponibles, car elles disparurent avant que les neumes ne soient inventés sous influence de la Renaissance carolingienne. D'ailleurs, le Vatican aussi conservait le chant vieux-romain jusqu'au début du XIIIe siècle, en tant que chant papal :
- Chant vieux-romain, Kyrie eleison [écouter en ligne]

Dans le répertoire du chant grégorien, la composition du Kyrie fut énormément développée à partir du Xe siècle.

### Polyphonie
Ce genre compte de nombreux Kyrie, d'abord a cappella telles les œuvres de Palestrina. Plus tard, le Kyrie accompagné de l'orchestre devint principal, comme la Grande messe de Mozart.
- Giovanni Pierluigi da Palestrina (vers 1525 - † 1594) : Messe du Pape Marcel, 1562 [écouter en ligne]
- Wolfgang Amadeus Mozart (1756 - † 1791) : Messe en ut mineur, K427, 1782 [écouter en ligne]

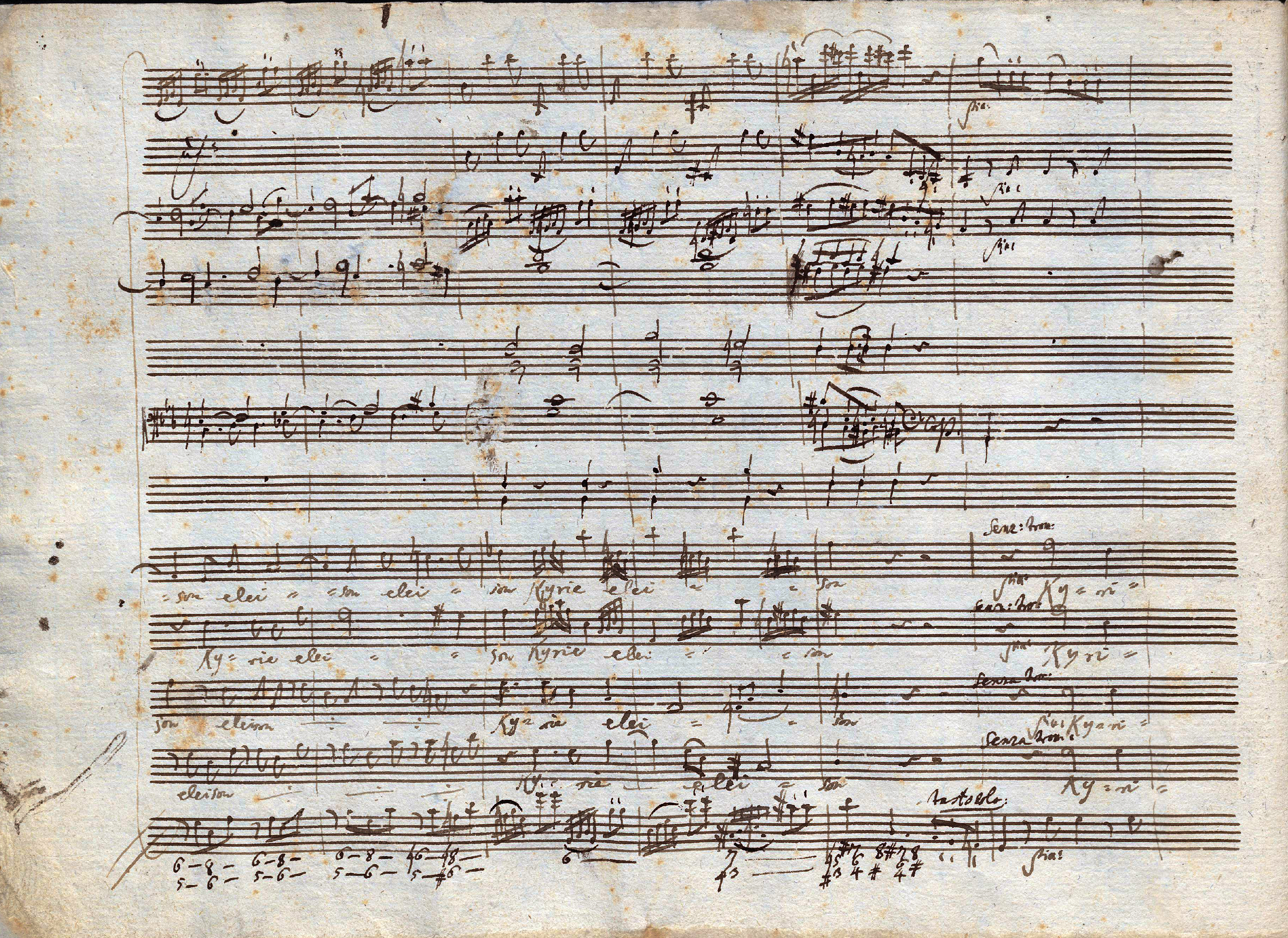
Kyrie de K427.

Le Kyrie est aussi dans les messes de Requiem :
- Requiem (Mozart)
- Requiem (Berlioz)
- Requiem (Verdi)

### Version instrumentale

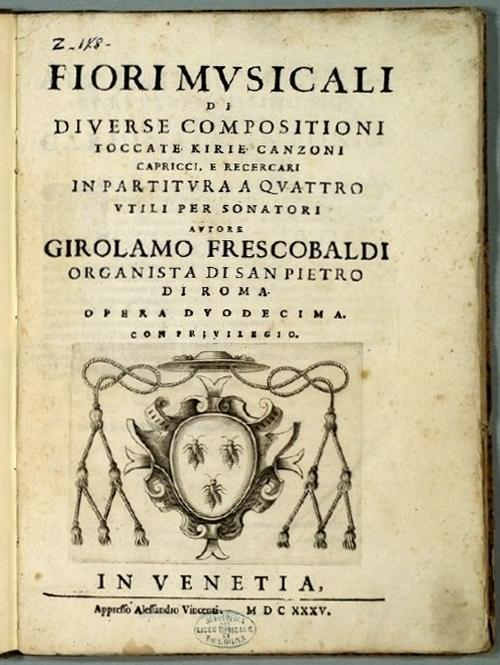

À la suite de la recommandation du dit cérémonial de Clément VIII (1600), le Kyrie était parfois exécuté en alternance avec l'orgue. Girolamo Frescobaldi était le compositeur le plus important dans ce genre.
- Girolamo Frescobaldi (1583 - † 1643), Fiori musicali (1635) [écouter en ligne]

### Faux-bourdon
De même, l'Église autorisait, pour la solennité de célébration, une autre façon, faux-bourdon. Il s'agit d'une version chantée en plusieurs voix, mais conservant rythmiquement l'uniformité tel le chant monodique. Guillaume Dufay était le premier compositeur qui ait expérimenté cette façon dans ses œuvres. Si le faux-bourdon était fréquemment pratiqué même au XIXe siècle, il devint quasiment hors d'usage, en raison de ses difficultés sur les modes ainsi que concernant les notes égales, moins musicales.
- Guillaume Dufay (vers 1400 - † 1474), Kyrie à 3 voix [exemple en ligne]

### Musique contemporaine
Même les compositeurs contemporains, notamment fidèles catholiques, continuent à composer le Kyrie.
- Krzysztof Penderecki (1933 - ) : Kyrie dans la Missa brevis [écouter en ligne]
- Bruno Coulais (1954 - ) : Kyrie dans les choristes [écouter en ligne]
- Martín Palmeri (1965 - ) : Kyrie dans la Misa a Buenos Aires [écouter en ligne]

## Anecdote
Le groupe Blossom Child, dans sa chanson I pray, sortie en 1986, fait référence à Kyrie Eleison dans son refrain.